# William Morris (industrial)
William Richard Morris, 1.er Vizconde Nuffield (10 de octubre de 1877-22 de agosto de 1963), conocido también como Sir William Morris (entre 1929 y 1934) y como Lord Nuffield (entre 1934 y 1938), fue un industrial automovilístico y filántropo británico.
Fue el fundador de la Morris Motor Company, y es recordado como promotor de la Fundación Nuffield, del Nuffield Trust y del Nuffield College de Oxford. Tomó su título, Lord Nuffield, del nombre del pueblo de Oxfordshire donde vivía.

## Primeros años
Morris nació en 1877 en el n° 47 de Comer Gardens, unos 3 km al noroeste del centro de Worcester, Inglaterra. Era hijo de Frederick Morris y de su mujer Emily Ann, hija de Richard Pether. Cuándo tenía tres años, su familia se trasladó al 16 de la calle James de Oxford.

## Carrera

### Período anterior a la fabricación de automóviles

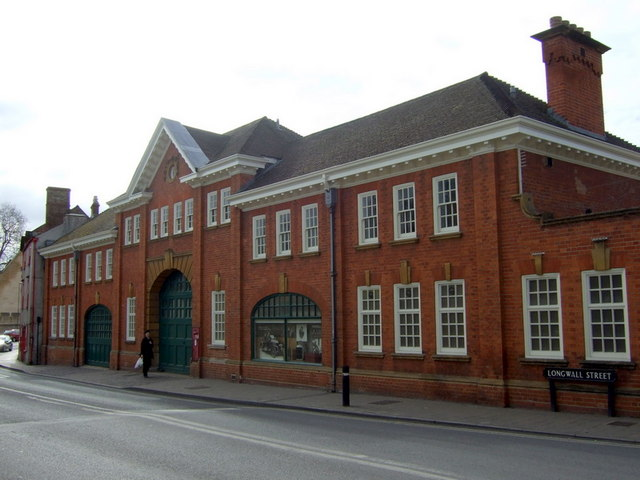
El "Morris Garage", edificio de 1910 en la calle Longwall de Oxford.

Tras dejar la escuela a los quince años de edad, Morris comenzó a trabajar como aprendiz en un taller local de venta y reparación de bicicletas. Nueve meses más tarde, después de que el propietario del taller le denegase un aumento de sueldo, organizó su propia empresa de reparación de bicicletas en un cobertizo en el patio trasero de la casa de sus padres. Este negocio acabó siendo un éxito, y Morris abrió una tienda en el n° 48 de High Street, y comenzó a ensamblar bicicletas (además de repararlas), que vendía con su propia marca: The Morris, sobre una rueda de bicicleta dorada. Morris compitió con sus propias bicicletas en distintas pruebas ciclistas, proclamándose campeón de Oxford (Ciudad y Condado), Berkshire y Buckinghamshire en distancias comprendidas entre una y cincuenta millas.
Empezó a trabajar con motocicletas en 1901, diseñando el ciclomotor Morris, y en 1902 adquirió los edificios de la calle Longwall en los que había reparado bicicletas, donde operó un servicio de taxis, y vendía, reparaba y alquilaba coches. A continuación se convirtió en agente de las marcas de automóviles Arrol-Johnston, Belsize, Humber, Hupmobile, Singer, Standar Motor Company y Wolseley. En 1910 construyó un nuevo local en la calle Longwall (descrito por un diario local como El Palacio del Motor de Oxford); cambió el nombre de su negocio de "Oxford Garage" a "Morris Garage" (la marca de automóviles MG tomó sus iniciales de este negocio); y todavía tuvo que ocupar un nuevo local en Queen Street. El local de la calle Longwall fue restaurado en 1980, reteniendo su fachada original, y siendo reutilizado como alojamiento estudiantil del New College.

### Fabricación de automóviles

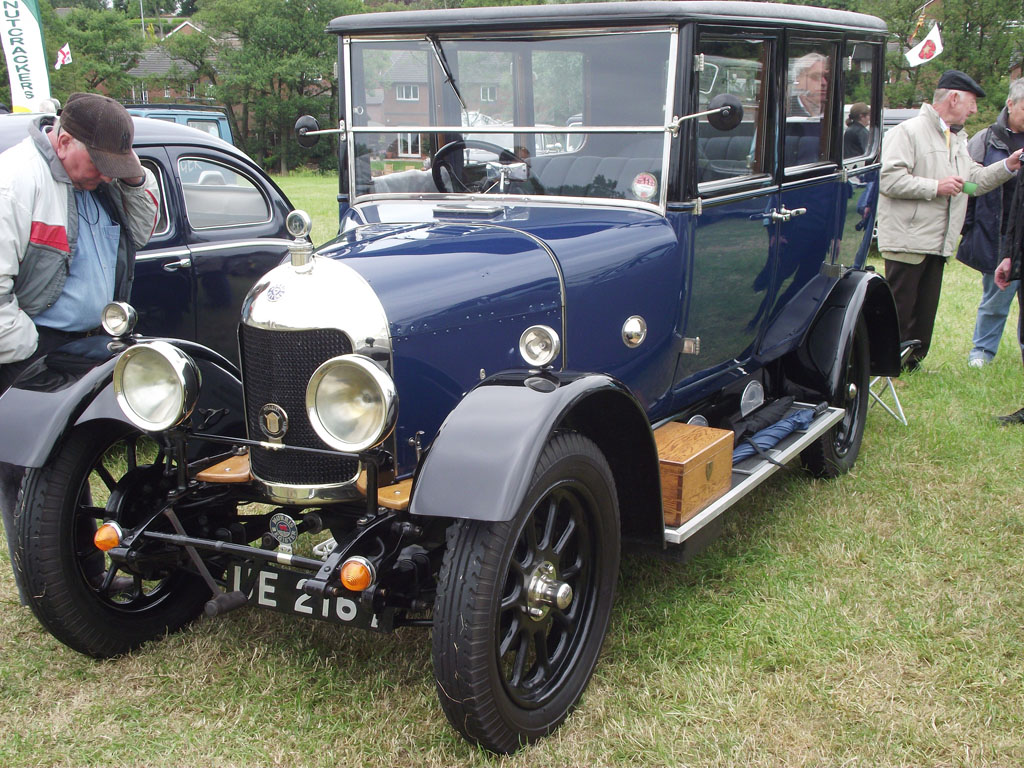
Morris bullnose.

En 1912 diseñó un coche, el Morris Oxford "bullnose", utilizando algunos componentes (incluyendo motores y ejes) comprados en EE. UU. Comenzó a construirlos en los terrenos de una antigua academia militar abandonada en Cowley, Oxford. El estallido de la Primera Guerra Mundial vio el nacimiento de la fábrica automovilística, en gran parte dedicada a la producción de municiones (incluyendo 50.000 minas marinas para acordonar el Mar del Norte). Pero ya en 1919 comenzó a resurgir la producción automovilística, que aumentó de 400 coches en aquel año a 56.000 en 1925. Morris inició la introducción en el Reino Unido de las técnicas de producción de masa de Henry Ford. Durante el periodo de 1919 a 1925 construyó o adquirió fábricas en Abingdon-on-Thames, Birmingham, y Swindon, añadidas a su primera factoría de Oxford.
En febrero de 1927, Morris adquirió con sus propios fondos Wolseley Motors (con problemas económicos entonces) por 730.000 libras, en competencia entre otros con Herbert Austin (que había sido el fundador de la empresa). Wolseley en ese momento estaba a punto de completar el desarrollo de un avanzado coche de 8 Hp, que fue lanzado como el primer Morris Minor en 1928. El original MG Midget, presentado en 1929, estuvo basado en el Minor.
Cuando sus principales proveedores de componentes tuvieron dificultades, compró sus negocios por cuenta propia. Sus motores americanos eran ahora fabricados bajo licencia para Morris por Hotchkiss en Coventry. Cuando en 1923 estuvieron poco dispuestos a expandir la producción, Morris compró su empresa y la llamó Morris Engines Limited, que posteriormente se convirtió en filial de Morris Motors. En otra ocasión, cuando el fabricante de ejes traseros E. G. Wrigley estaba pasando dificultades financieras, compró y reconstituyó la empresa como Morris Commercial Cars Limited para incrementar su oferta de camiones y autobuses. Siguiendo la misma política, compró al fabricante SU Carburettors en 1926.
Impresionado por las carrocerías totalmente de acero de los modelos estadounidenses, persuadió a Edward G. Budd, de la Budd Company, para iniciar una alianza empresarial denominada Pressed Steel Company, que erigió en 1926 su gran factoría en Cowley, puerta con puerta con la propia planta de Morris, y con un puente de conexión entre ambas. Pero cada uno de los dos magnates empresariales tenía sus propios intereses. Finalmente, en 1930, el Tribunal Supremo zanjó sus desacuerdos, obligando a ceder en sus reclamaciones a Morris, que perdió todo el capital que había invertido en la aventura.
En 1938, Morris adquirió las fábricas de automóviles en bancarrota "Riley" (de Coventry) y "Autovia", compañías de la familia Riley, y las vendió rápidamente a su propia empresa, Morris Motors, con la adición de Wolseley un año más tarde. Morris se convirtió en el más famoso industrial de su edad. Tras ser ennoblecido con el título de Barón Nuffield, el conjunto entero de todas sus empresas personales pasó a ser conocido como la Organización Nuffield.

### Segunda Guerra Mundial
El Supermarine Spitfire era una aeronave técnicamente muy avanzada, vital para la defensa aérea de Inglaterra. Sin embargo, a pesar del encargo del Ministerio de Aire realizado en marzo de 1936, ni un solo avión había sido construido a comienzos de 1938, así que el Secretario de Aire ordenó la construcción de una enorme nueva fábrica en Castle Bromwich, y Morris, ahora Lord Nuffield, fue encargado de su dirección. Se puso como objetivo producir 50 Spitfires por semana, pero en mayo de 1940, en plena Batalla de Francia, ni un solo Spitfire había sido construido todavía en Castle Bromwich. Aquel mes, Lord Beaverbrook (William Maxwell Aitken) fue encargado de toda la producción de aeronaves, Nuffield fue despedido y la planta entregada a Vickers, casa matriz de Supermarine.

### Postguerra

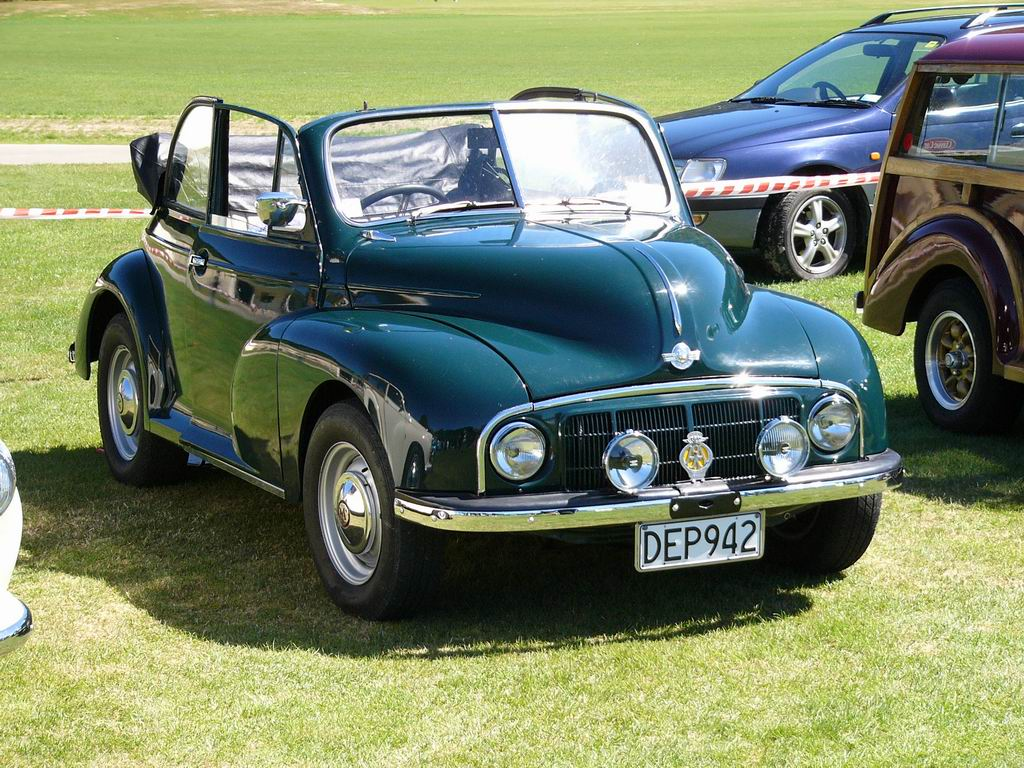
Morris Minor, diseño de Alec Issigonis.

Morris Motors se fusionó en 1952 con su gran rival, la Austin Motor Company, formando un nuevo holding denominado British Motor Corporation (BMC), del que Nuffield fue presidente durante su primer año.
Morris se retiró como director de BMC el 17 de diciembre de 1952 a la edad de 75 años, asumiendo a cambio el título de presidente honorario. Fue sucedido en la dirección por Leonard Lord. Como presidente honorario, atendió su oficina regularmente y aconsejó a sus colegas.

## Reconocimientos
Morris fue nombrado Oficial de la Orden del Imperio Británico (OBE) en 1918, ennoblecido como baronet de Nuffield en el Condado de Oxford en 1929; y elevado a par como Barón Nuffield de Nuffield en el Condado de Oxford, en 1934. En 1938 sea se aumentó este reconocimiento, siendo recompensado con el título de Vizconde Nuffield, de Nuffield en el Condado de Oxford. También fue elegido miembro de la Royal Society en 1939, Caballero de la Gran Cruz de la Orden del Imperio Británico en 1941, y Compañero de Honor (CH) en 1958. Recibió el nombramiento de Coronel Honorario del 52.º Regimiento Antiaéreo Pesado de Londres de la Artillería Real el 4 de junio de 1937, y mantuvo esta función en la posguerra, en el Regimiento 452 HAA, sucesor del anterior.

## Vida personal y filantropía

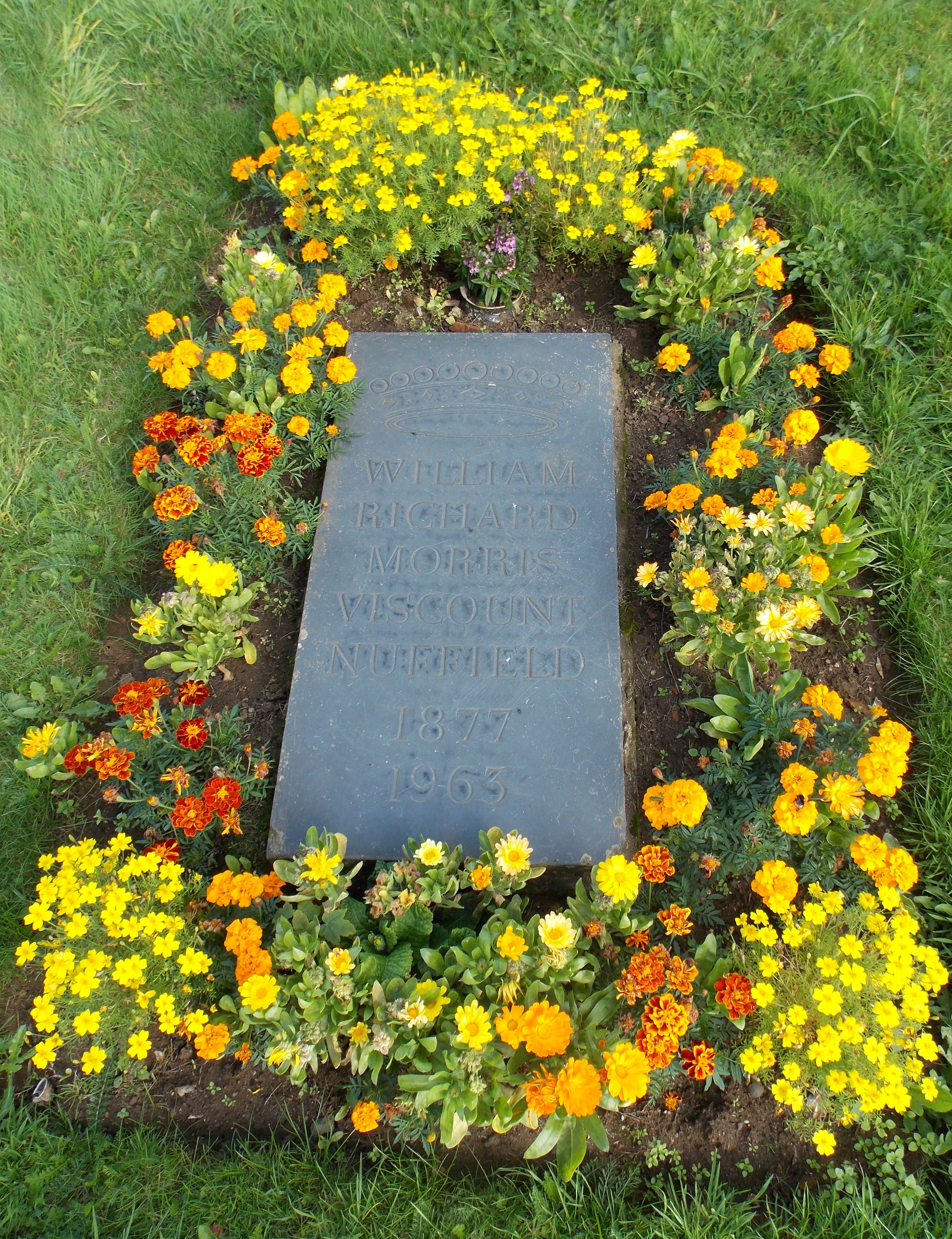
Lápida de Lord Nuffield junto a la Iglesia de la SantaTrinidad, Nuffield.

Morris se casó con Elizabeth Anstey el 9 de abril de 1903. No tuvieron hijos, y desembolsaron una gran parte de su fortuna en causas benéficas. En 1937 Morris donó 50.000 libras para financiar la expansión del Cuerpo de Cadetes de Marina, y 60.000 a la Universidad de Birmingham para la construcción del edificio Nuffield, destinado a alojar un ciclotrón. En diciembre de 1938 se ofreció a donar un pulmón de acero construido en su fábrica a cualquier hospital de Gran Bretaña y del Imperio que lo solicitase; distribuyó más de 1700. También creó la Fundación Nuffield en 1943 con una dotación de 10 millones de libras para el avance de la educación y del bienestar social. También fundó el Nuffield College de la Universidad de Oxford. A su muerte, la propiedad de su anterior casa en Oxfordshire, Nuffield Place, y de su contenido, pasaron al Nuffield College, que la mantuvo parcialmente abierta al público. A pesar de que su venta había sido considerada, finalmente pasó a formar parte del National Trust, que lo mantiene abierto al público regularmente.
Es conmemorado en el Museo de Morris Motors, incluido en el Museo del Autobús de Oxford. Así mismo, una serie de edificios conmemoran su nombre: uno en la Universidad de Coventry; otro en el Hospital Guy de Londres; y un teatro de la Universidad de Southampton. En su casa en la calle James figura una placa conmemorativa azul.
Falleció en agosto de 1963, a los 85 años de edad. Sus títulos nobiliarios se extinguieron con él, al morir sin descendencia. Fue incinerado, y sus cenizas enterradas en el patio de la iglesia de Nuffield, junto a las de su mujer.